# Show People
Show People és una pel·lícula muda amb música sincronitzada per Movietone, dirigida per King Vidor i protagonitzada per Marion Davies i William Haines. Va incloure cameos d'algunes dels personatges del món del cinema més notables del moment, com Charles Chaplin, Douglas Fairbanks, William S. Hart, Norma Talmadge, Renée Adorée o John Gilbert. La pel·lícula és una sàtira del Hollywood del final de l'era del cinema mut (es va estrenar el 20 de novembre de 1928, l'any posterior a l'estrena de The Jazz Singer). La pel·lícula va ser afegida al National Film Registry el 2003.

## Argument
Peggy Pepper vol ser actriu de cinema per lo que el seu pare, el coronel Pepper, la condeix a través del país des de la seva Geòrgia natal fins a Hollywood. Arriba als estudis de la MGM esperant arribar a ser una gran actriu dramàtica. Per contra, únicament aconsegueix ser contractada pels Comet Studios per interpretar rols de noia ingènua en comèdies d'slapstick protagonitzades per l'alegre Billy Boone que la ruixa amb sifó.
Durant l'estrena de la seva primera pel·lícula, mentre el públic esclata en riallades, ella seu en silenci insistint a Billy que algun dia arribarà a ser una estrella que farà plorar el públic en comptes de que es riguin d'ella. Al principi això no sembla gaire probable, ja que Peggy ni tan sols pot plorar quan el seu rol ho requereix (el director es veu obligat a pelar cebes fora de l'abast de la càmera per tal d'aconseguir que l'actriu plori davant la càmera). Tot i això, la tenaç jove actriu finalment aconsegueix ser contractada pel prestigiós estudi "High Art" i guanyar el favor del públic en papers dramàtics. L'èxit provoca tensió en la seva incipient relació amb Billy, i Peggy de mica en mica es va distanciant de Billy i de la troupe de comediants.
Ben aviat, esdevé una veritable estrella de cinema i veu complert el seu somni. Amb el temps, però, es torna tan envanida que les seves actuacions avorrides comencen a allunyar el públic. S'anuncia que es casarà amb el seu oliós partenaire cinematogràfic, Andre Telfair. Billy forma part d'un conjunt de còmics per al banquet de noces però interromp el casament per tornar-la a ruixar amb sifó i llençar un pastís a la cara del nuvi. Enfadada, Peggy fa fora a Billy de casa seva, tot i que després s'adona de com ha canviat i de que encara està enamorada d'ell. En l'escena final, Billy i Peggy es retroben accidentalment en el set d'una pel·lícula sobre la Primera Guerra Mundial dirigida per King Vidor.

## Repartiment
- Marion Davies (Peggy Pepper)
- William Haines (Billy Boone)
- Dell Henderson (general Marmaduke Oldfish Pepper)
- Paul Ralli (Andre Telfair)
- Tenen Holtz (director de càsting)
- Harry Gribbon (Jim, director de comèdies)
- Kalla Pasha (cap dels comediants)
- Sidney Bracey (director de pel·lícules dramàtiques)
- Polly Moran (criada de Peggy)
- Albert Conti (productor
- Ray Cooke (ajudant de direcció)
- Lillian Lawrence (còmic al banquet)
- Dorothy Vernon (còmic al banquet)
- Pat Harmon (porter de l'estudi)
- Bert Roach (a la sala d'espera de l'agència de càsting)
- Rolfe Sedan (retratista)
- Coy Watson (recader)

Cameos interpretant-se ells mateixos
- Renée Adorée, George K. Arthur, Karl Dane, Douglas Fairbanks, William S. Hart, Leatrice Joy, Rod La Rocque, Mae Murray, Louella Parsons, Aileen Pringle, Dorothy Sebastian, Norma Talmadge, Estelle Taylor i Claire Windsor: convidats en l'escena del banquet.
- Eleanor Boardman i John Gilbert: escena de la pel·lícula Bardelys the Magnificent (1926), de King Vidor.
- Charlie Chaplin: es troba amb Peggy i li demana un autògraf.
- Lew Cody, Robert Z. Leonard i Elinor Glyn: al Estudis High Art
- King Vidor: director d'una escena de pel·lícula bèl·lica al final de la pel·lícula.
- Marion Davies: cameo d'ella mateixa a part del seu paper de Peggy.